# 알레산드루 지 소자
알레산드루 지 소자 (Alexsandro de Souza, 1977년 9월 14일 ~ )는 브라질의 전 축구 선수, 현 축구 감독으로 선수 시절 공격형 미드필더로 활약했다. 그는 두 번의 쉬페르리그 득점왕에 올랐으며 주장으로 브라질 축구 국가대표팀을 이끌며 2004년 코파 아메리카 우승을 맛보았다.